# Catauixis
Os Katawixi (também grafado Katawisí, Catawishi, Katauixi, Catauichi, Catauxy, Cataukins, Cathauichys, Katukina) são uma das etnias indígenas que vivem no estado brasileiro do Amazonas, às margens do rio Jacareúba, afluente do Purusa, no município de Canutama. A aldeia às margens do rio Mucuim foi abandonada. Atualmente, vivem no limite com o estado de Rondônia, mais precisamente na Terra Indígena Jacareúba/Katawixi, que se localiza nos municípios de Canutama e Lábrea.
Seu idioma pertence à família linguística catuquiniana.
Os Katawix já foram um povo numeroso que se espalhou ao longo do Rio Purus e seus afluentes, seus restos mortais hoje vivem na reserva Caititu, e em 1986, apenas dez pessoas ainda falam a sua língua materna.